# Deutsche Poolbillard-Meisterschaft 1977
Die Deutsche Poolbillard-Meisterschaft 1977 war die vierte Austragung zur Ermittlung der nationalen Meistertitel der Herren in der Billardvariante Poolbillard. Es wurden die Deutschen Meister in den Disziplinen 14/1 endlos (in Duisburg), 8-Ball und 8-Ball-Pokal (beide in Kamp-Lintfort) ermittelt.

## Medaillengewinner
| Disziplin    | Gold                       | Silber                       | Bronze                       | 4. Platz                   |
| ------------ | -------------------------- | ---------------------------- | ---------------------------- | -------------------------- |
| 14/1 endlos  | Roy Laird                  | William Laake                | Waldemar Markert             | Peter Hilger               |
| 8-Ball       | Werner Kaminski            | Wolfgang Comans              | Giulio La Cioppa             | Jürgen Adam                |
| 8-Ball-Pokal | Peter Börgers (Rhein-Ruhr) | Werner Brücker (Mittelrhein) | Dieter Schilling (Sauerland) | Günter Geisen (Rhein-Ruhr) |